# نصب فلاديمير لينين
نصب فلاديمير لينين التذكاري (بالروسية: Памятник Владимиру Ильичу Ленину) هو نصب تذكاري مُخصّص لفلاديمير لينين، مُؤسّس أول دولة اشتراكية في العالم.
يقع النصب في ساحة لينين، بمدينة كورغان، روسيا.
تم افتتاح النصب التذكاري في 27 أكتوبر 1967، وهو عبارة عن تمثال برونزي كامل الطول على قاعدة اسمنتية مزينة بالبلاط الرخامي. يبلغ ارتفاعه 6 أمتار.